# 모굴스키

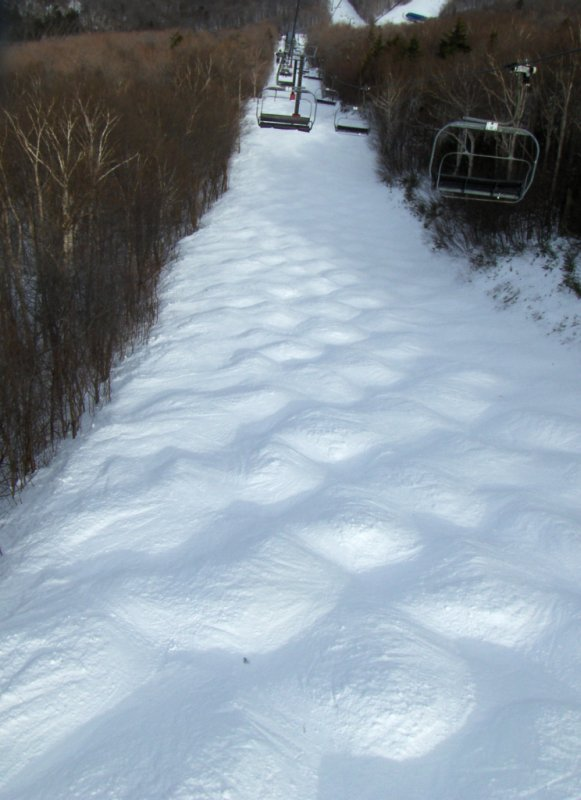
미국 버몬트주 슈가부시 스키장의 모굴 언덕

모굴스키(Mogul skiing) 또는 모굴, 모글은 다양한 모굴(Mogul, 눈 언덕)의 경사면을 내려 오면서 회전 기술, 공중 연기, 속도를 겨루는 프리스타일 스키 경기의 하나이다.
기본적으로 혼자서 내려오면서 회전, 공중 연기, 시간의 합계 점수를 겨루지만, 월드컵 등에서는 2명이 동시에 내려오는 토너먼트 방식의 복식경기도 있다. 장비에 관해서, 일반의 겔렌데 스키(알파인 스키)와 다른 점은 스톡이 꽤 짧은 일, 부츠나 판이 부드러운 일, 스키의 사이드 커브가 별로 없는 것, 코브를 미끄러 질 때에 전후의 밸런스 조정이 어렵기 때문에, 스키가 약간 긴 점 등이다.

## 같이 보기
- 올림픽 프리스타일 메달리스트 목록
- 알파인 스키